# František Macek

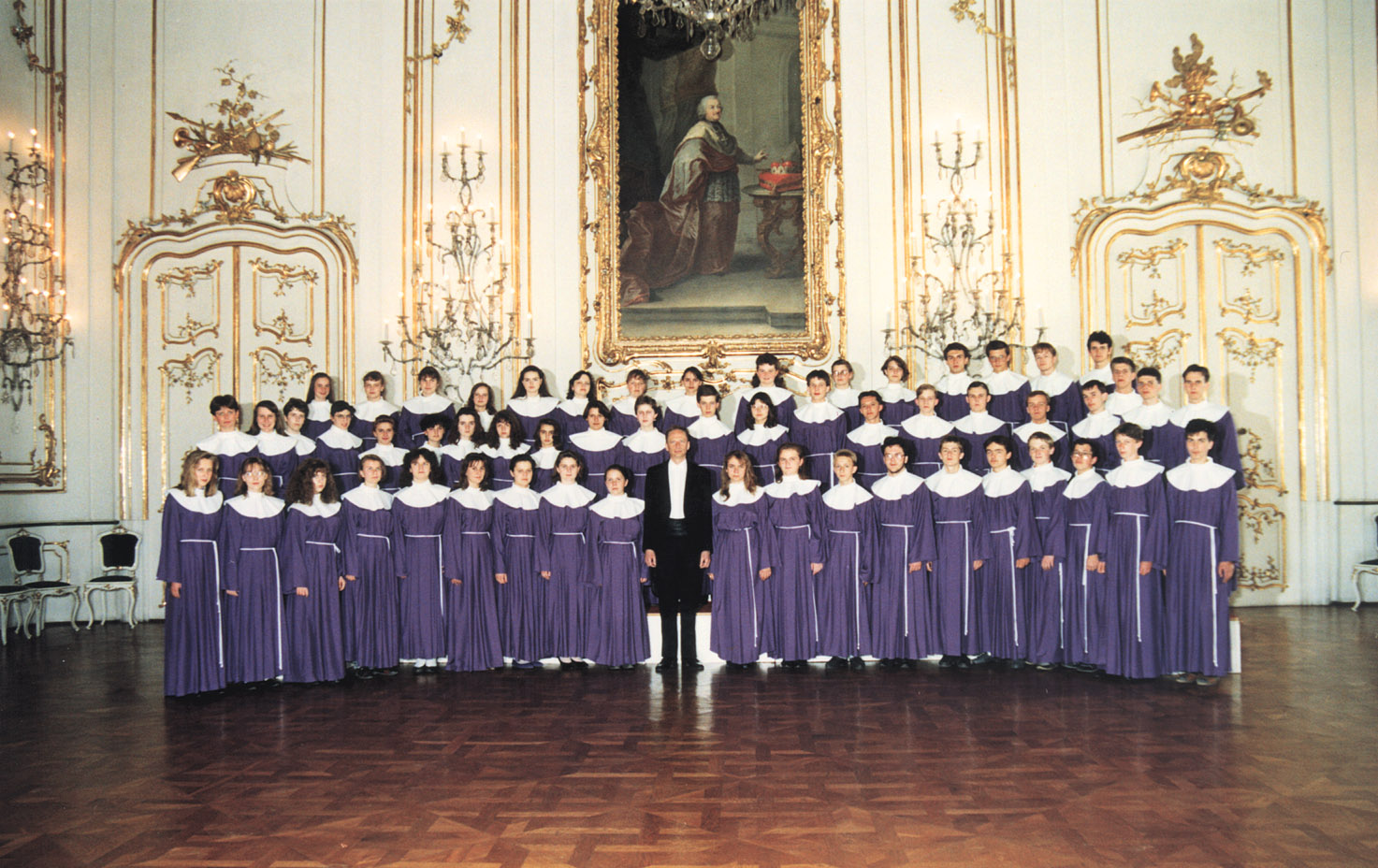
František Macek a sbor AVE v době svého založení

František Macek (30. listopadu 1946 Hrabišín – 21. června 2024) byl český dirigent, sbormistr, varhaník, skladatel a pedagog.

## Život
Absolvoval obor varhany na brněnské konzervatoři, v roce 1985 vystudoval řízení sboru na Janáčkově akademii múzických umění v Brně. Působil jako varhaník a sbormistr kostela sv. Filipa a Jakuba ve Zlíně (1968–1979) a následně vedl zlínský Filharmonický sbor Dvořák (1983–1986). Po sametové revoluci se stal varhaníkem baziliky Nanebevzetí Panny Marie a svatého Cyrila a Metoděje na Velehradě a nastoupil jako učitel hudby na nově obnovené Arcibiskupské gymnázium v Kroměříži, kde založil pěvecký sbor AVE. V roce 2000 se sborem vyhrál soutěž katedrálních sborů Evropy ve francouzském Saint-Quentin. Vítězství bylo odměněno děkovným uznáním České biskupské konference v roce 2001.
František Macek zastával post regenschoriho kostela svatého Jana Křtitele a kostela svatého Mořice v Kroměříži a baziliky Nanebevzetí Panny Marie a svatého Cyrila a Metoděje na Velehradě. V roce 1999 jej arcibiskup Jan Graubner ocenil medailí sv. Jana Sarkandra za dlouholetou a věrnou službu varhaníka.
Byl členem subkomise pro liturgickou hudbu při olomouckém arcibiskupství a od roku 2006 ředitelem Katedrálního vzdělávacího střediska liturgické hudby a zpěvu v Olomouci.
V červenci 2015 obdržel z rukou kardinála Dominika Duky děkovné uznání České biskupské konference za hudební přínos dirigentské, skladatelské a pedagogické činnosti a za 25 let hudební dramaturgie všech bohoslužeb při národních poutích na Velehradě.